# Jippo (Magazin)

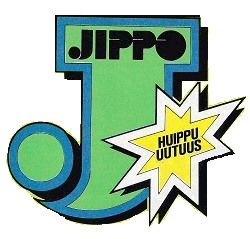
Logo von Jippo ab 1977, es gab auch andere Farbvarianten

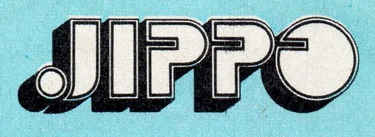
Schriftzug von Jippo, später auch als Logo verwendet ohne dem großen J, ca. 1978–1982

Jippo war ein finnisches Comicmagazin der späten 1970er und frühen 1980er Jahre. Es erschien als Magazin für Kinder und Jugendliche. Am Magazin war ein Spielzeug angebracht, und es gab eine Comic-Serie neben einer Vielzahl von themenbezogenen Seiten. Das Magazin enthielt auch einen Artikel, der sich mit Themen wie Fahrrad-Service, Gyroskopen oder einer historischen Person auseinandersetzte. Oft sind diese Artikel in irgendeiner Weise im Zusammenhang als jippoon angebracht. Als Bastelbogen wurden hauptsächlich Flugzeuge verwendet. Das Magazin erschien auch in Schweden und Dänemark.

## Geschichte
Jippo ging ursprünglich auf das französische Comicmagazin Pif Gadget zurück, das bereits seit 1969 erschienen war. Das Magazin begann mit der Veröffentlichung in Finnland im Jahr 1977, und es wurde herausgegeben von der Journalisten Ltd., deren Chefredakteur Olavi Lake war. Nach Angaben des Magazins war immer einer der Jippo, der ein Spielzeug oder ein Widget, das den experimentellen Wissenschaften oder Magie verbunden war, zusammengestellt hat. Diese Spielzeuge wurden in Finnland von der Pori Bär Plastic Ltd. produziert. Der deutsche Ableger von Pif Gadget war das Magazin Yps mit Gimmick, welches ab 1975 erschien. Ähnlich wie bei den frühen Jippo-Ausgaben war auch bei Yps ein Känguru der Titelheld.
1980 wurde die Zeitschrift überarbeitet. Jippo stellte sein Erscheinen im Jahr 1982 ein, das Original-Magazin Pif Gadget wurde noch bis 1993 herausgegeben.

## Jippocomics
Jippo Magazin veröffentlichte auch eine Reihe von Comicstrips, davon einige bis zum Ende des Erscheinens.
- Jeppe ja Kolli (Pif (Comic), Pif und Herkules) deren Zeichner Arnal, NADAUD, Cance, Yanniek und Motti waren, handelt von einem Hund und einer Katze, die manchmal aneinandergeraten, und manchmal die besten Freunde waren. Der Hund Jeppe erschien auf dem Magazin-Cover. Die Jippo Leserbriefspalte lief eine Zeit lang unter dem Titel Kollin kassipostia.

- Urho Tulitukka (Rahan) von den Autoren André Chéret und Roger Lécureux wurde eine realistische Abenteuer-Serie, deren Protagonist war der einzige Überlebende seines Stammes war. Er war ein Abenteurer in der Steinzeitwelt, die mit einer Vielzahl von Stämmen, sowie der Herstellung einer Vielzahl von Erfindungen, wie beispielsweise versehentliche Teleskop. Die Serie war nicht realistisch gehalten, denn es erschienen in der Höhle Männer neben Mammuts und Dinosauriern, und sogar eine Riesenspinne.

- Aave Artturi (Arthur das Gespenst,  Arthur le Fantôme justicier) schuf Jean Cézardin eine humorvolle Serie, deren Protagonist war ein bisschen wie das Gespenst Casper, ein kleiner, aber leistungsfähiger Geist.

- Jippo-jengi (Quentin Gentil), konzipiert vom Franzosen Greg, der bekanntesten für seine Reihe Achille Talon ist, war auch eine humorvolle Serie, die die Abenteuer einer Jungenbande erzählt.

- Dr. Gegensatz (Tohtori Vastaisku) von den Comicautoren Ollivier & Marcello, war realistischer. Die Serienhauptfigur war ein Arzt, der für die Weltgesundheitsorganisation unterwegs war, um Menschen auf der ganzen Welt zu helfen. Bei der 1980er Reform wurde der Comic aus dem Magazin entfernt.

- Letti, merirosvojen kauhu (Alix die Piratentochter oder Mandarine) gezeichnet und geschrieben von P. Tranchard F. Corteggiant, kam in den 1980er Jahren ins Magazin. Die Hauptfigur war ein junges Mädchen und es spielte zur Zeit der Piraten.

- Ville Viksu von den Comicautoren Crespi & Moallic, drehte sich um den Detektiv Ville. Der Leser musste die Frage lösen, wer der Täter war.

- 'Poke Pokkus'  von den Comicautoren Mousseron & Das. Es ging um einen Zauberer, der einen einfachen Zaubertrick erklärt hat. Diese Comics waren nur eine halbe Seite groß.

- Lantti, linnan velmu yleismies vom Zeichner Kamb war eine einseitige Comic-Serie, die in einer mittelalterlichen Burg stattfand.

- Vaakku ja Raakku ist ein Comicstrip von Kambi.

- Hirnu von Poirier spielt im Wilden Westen. Die Hauptfigur war ein sprechendes Pferd.

## Niederländisches Magazin
Von 1974 bis 1984 existierte ein gleichnamiges niederländisches Comicmagazin. Dieses basierte jedoch nicht auf Pif, sondern war nebst Taptoe ein Ableger des katholischen Magazins Okki (Onze Kleine Katholieke Illustratie) für eine jüngere Zielgruppe.